# György Bakos
György Bakos (ur. 6 lipca 1960 w Zalaegerszegu) – węgierski lekkoatleta specjalizujący się w biegach przez wysokie płotki.
Pierwszy międzynarodowy sukces osiągnął w 1979 zdobywając w Bydgoszczy tytuł wicemistrza Europy juniorów w biegu na 110 metrów przez płotki. W kolejnym sezonie odpadł w eliminacjach podczas halowych mistrzostw Europy – na tych samych zawodach w roku 1981 i 1982 docierał do półfinału. Na tym samym etapie zakończył udział w mistrzostwach Europy w Atenach (1982). W 1983 wystąpił w finałach dwóch głównych zawodach sezonu – halowych mistrzostw Europy oraz mistrzostw świata. Pierwsze medale w karierze seniorskiej zdobył w roku 1984 zostając najpierw halowym wicemistrzem Europy w biegu na 60 metrów przez płotki, a następnie wygrywając w Moskwie rywalizację podczas zawodów Przyjaźń-84. W marcu 1985 został w Grecji halowym mistrzem Europy, a latem stanął na drugim stopniu podium uniwersjady. W 1986 był ostatni w finałowym biegu na 110 metrów przez płotki podczas mistrzostw Europy na Neckarstadionie w Stuttgarcie, a w 1987 był piąty na halowych mistrzostwach Europy oraz bez większych sukcesów wystąpił w halowych mistrzostwach świata. Na igrzyskach olimpijskich w Seulu indywidualnie nie odniósł sukcesu, a węgierska sztafeta 4 × 100 metrów, której był członkiem zajęła w finale ósmą lokatę. W 1989 odpadał w eliminacjach podczas halowych mistrzostw Europy i halowych mistrzostw świata. Największy sukces na mistrzostwach Europy w Splicie (1990) odniósł w biegu rozstawnym 4 × 100 metrów zajmując piąte miejsce.
Wielokrotny złoty medalista mistrzostw Węgier (w hali i na stadionie) oraz reprezentant kraju w meczach międzypaństwowych i pucharze Europy.
Od 4 czerwca 1981 (13,93) do 10 lipca 1985 (13,45) ośmiokrotnie poprawiał rekord Węgier w biegu na 110 metrów przez płotki.
Rekordy życiowe: bieg na 60 metrów przez płotki (hala) – 7,60 (3 marca 1985, Pireus); bieg na 110 metrów przez płotki – 13,45 (10 lipca 1985, Lozanna), wynik ten do 1987 był rekordem Węgier.

## Osiągnięcia
| Rok  | Zawody                      | Miejsce      | Konkurencja                | Lokata     | Wynik |
| ---- | --------------------------- | ------------ | -------------------------- | ---------- | ----- |
| 1979 | Mistrzostwa Europy juniorów | Bydgoszcz    | bieg na 110 m przez płotki | 2. miejsce | 14,23 |
| 1980 | Halowe mistrzostwa Europy   | Sindelfingen | bieg na 60 m przez płotki  | eliminacje | 7,95  |
| 1981 | Halowe mistrzostwa Europy   | Grenoble     | bieg na 50 m przez płotki  | półfinał   | 6,69  |
| 1981 | Półfinał pucharu Europy     | Warszawa     | bieg na 110 m przez płotki | 2. miejsce | 13,77 |
| 1982 | Halowe mistrzostwa Europy   | Mediolan     | bieg na 60 m przez płotki  | półfinał   | 7,94  |
| 1982 | Mistrzostwa Europy          | Ateny        | bieg na 110 m przez płotki | półfinał   | 14,06 |
| 1983 | Halowe mistrzostwa Europy   | Budapeszt    | bieg na 60 m przez płotki  | 5. miejsce | 7,64  |
| 1983 | Finał pucharu Europy        | Londyn       | bieg na 110 m przez płotki | 2. miejsce | 13,74 |
| 1983 | Mistrzostwa świata          | Helsinki     | bieg na 110 m przez płotki | 6. miejsce | 13,68 |
| 1984 | Halowe mistrzostwa Europy   | Göteborg     | bieg na 60 m przez płotki  | 2. miejsce | 7,75  |
| 1984 | Przyjaźń-84                 | Moskwa       | bieg na 110 m przez płotki | 1. miejsce | 13,52 |
| 1985 | Halowe mistrzostwa Europy   | Ateny Pireus | bieg na 60 m przez płotki  | 1. miejsce | 7,60  |
| 1985 | Uniwersjada                 | Kobe         | bieg na 110 m przez płotki | 2. miejsce | 13,72 |
| 1985 | Finał B pucharu Europy      | Budapeszt    | bieg na 110 m przez płotki | 1. miejsce | 13,64 |
| 1986 | Mistrzostwa Europy          | Stuttgart    | bieg na 110 m przez płotki | 8. miejsce | 13,84 |
| 1987 | Halowe mistrzostwa Europy   | Liévin       | bieg na 60 m przez płotki  | 5. miejsce | 7,74  |
| 1987 | Halowe mistrzostwa świata   | Indianapolis | bieg na 60 m przez płotki  | eliminacje | 7,84  |
| 1988 | Igrzyska olimpijskie        | Seul         | sztafeta 4 × 100 m         | 8. miejsce | 39,19 |
| 1989 | Halowe mistrzostwa Europy   | Haga         | bieg na 60 m przez płotki  | eliminacje | 7,92  |
| 1989 | Halowe mistrzostwa świata   | Budapeszt    | bieg na 60 m przez płotki  | eliminacje | 7,85  |
| 1990 | Mistrzostwa Europy          | Split        | sztafeta 4 × 100 m         | 5. miejsce | 39,05 |